# Coppa del Mondo di biathlon 2002
La Coppa del Mondo di biathlon 2002 fu la venticinquesima edizione della manifestazione organizzata dall'Unione Internazionale Biathlon; ebbe inizio il 6 dicembre 2001 a Hochfilzen, in Austria, e si concluse il 24 marzo 2002 a Oslo Holmenkollen, in Norvegia. Nel corso della stagione si tennero a Salt Lake City i XIX Giochi olimpici invernali e a Oslo Holmenkollen i Campionati mondiali di biathlon 2002, competizioni valide anche ai fini della Coppa del Mondo, il cui calendario non contemplò dunque interruzioni.
In campo maschile furono disputate 24 gare individuali e 6 a squadre, in 10 diverse località. Il francese Raphaël Poirée si aggiudicò sia la coppa di cristallo, il trofeo assegnato al vincitore della classifica generale, sia la Coppa di inseguimento; il tedesco Sven Fischer vinse la Coppa di sprint, il russo Viktor Majgurov quella di partenza in linea e il tedesco Frank Luck quella di individuale. Poirée era il detentore uscente della Coppa generale.
In campo femminile furono disputate 24 gare individuali e 6 a squadre, in 10 diverse località. La svedese Magdalena Forsberg si aggiudicò sia la coppa di cristallo, sia tutte le Coppe di specialità. La Forsberg era la detentrice uscente della Coppa generale.

## Uomini

### Risultati
| Data                                 | Località                      | Nazione     | Spec. | Primo                                                                       | Secondo                                                                     | Terzo                                                                       |
| ------------------------------------ | ----------------------------- | ----------- | ----- | --------------------------------------------------------------------------- | --------------------------------------------------------------------------- | --------------------------------------------------------------------------- |
| 6 dicembre 2001                      | Hochfilzen                    | Austria     | SP    | Ole Einar Bjørndalen                                                        | Vesa Hietalahti                                                             | Frank Luck                                                                  |
| 8 dicembre 2001                      | Hochfilzen                    | Austria     | RL    | Germania Ricco Groß Marco Morgenstern Michael Greis Frank Luck              | Norvegia Egil Gjelland Ole Einar Bjørndalen Frode Andresen Halvard Hanevold | Bielorussia Aljaksej Ajdaraŭ Aljaksandr Syman Aleh Ryžankoŭ Vadzim Sašuryn  |
| 9 dicembre 2001                      | Hochfilzen                    | Austria     | PU    | Ole Einar Bjørndalen                                                        | Frank Luck                                                                  | Ricco Groß                                                                  |
| 13 dicembre 2001                     | Pokljuka                      | Slovenia    | IN    | Pavel Rostovcev                                                             | Ilmārs Bricis                                                               | Vincent Defrasne                                                            |
| 15 dicembre 2001                     | Pokljuka                      | Slovenia    | RL    | Austria Daniel Mesotitsch Wolfgang Perner Christoph Sumann Ludwig Gredler   | Bielorussia Aljaksej Ajdaraŭ Aljaksandr Syman Aleh Ryžankoŭ Vadzim Sašuryn  | Norvegia Ole Einar Bjørndalen Egil Gjelland Dag Bjørndalen Halvard Hanevold |
| 16 dicembre 2001                     | Pokljuka                      | Slovenia    | PU    | Raphaël Poirée                                                              | Pavel Rostovcev                                                             | Halvard Hanevold                                                            |
| 19 dicembre 2001                     | Osrblie                       | Slovacchia  | IN    | Frank Luck                                                                  | Sven Fischer                                                                | Sergej Rožkov                                                               |
| 21 dicembre 2001                     | Osrblie                       | Slovacchia  | SP    | Christoph Sumann                                                            | Henrik Forsberg                                                             | Andrij Deryzemlja                                                           |
| 22 dicembre 2001                     | Osrblie                       | Slovacchia  | MS    | Vesa Hietalahti                                                             | Alexander Wolf                                                              | V"jačeslav Derkač                                                           |
| 9 gennaio 2002                       | Oberhof                       | Germania    | SP    | Pavel Rostovcev                                                             | Sven Fischer                                                                | Vesa Hietalahti                                                             |
| 11 gennaio 2002                      | Oberhof                       | Germania    | PU    | Pavel Rostovcev                                                             | Raphaël Poirée                                                              | Sven Fischer                                                                |
| 12 gennaio 2002                      | Oberhof                       | Germania    | MS    | Raphaël Poirée                                                              | Vincent Defrasne                                                            | Viktor Majgurov                                                             |
| 16 gennaio 2002                      | Ruhpolding                    | Germania    | RL    | Germania Ricco Groß Peter Sendel Sven Fischer Frank Luck                    | Norvegia Egil Gjelland Stian Eckhoff Frode Andresen Halvard Hanevold        | Russia Viktor Majgurov Sergej Rusinov Sergej Čepikov Pavel Rostovcev        |
| 18 gennaio 2002                      | Ruhpolding                    | Germania    | SP    | Raphaël Poirée                                                              | Michael Greis                                                               | Frode Andresen                                                              |
| 20 gennaio 2002                      | Ruhpolding                    | Germania    | PU    | Sven Fischer                                                                | Frank Luck                                                                  | Pavel Rostovcev                                                             |
| 24 gennaio 2002                      | Anterselva                    | Italia      | IN    | Daniel Mesotitsch                                                           | Ole Einar Bjørndalen                                                        | Michail Kočkin                                                              |
| 26 gennaio 2002                      | Anterselva                    | Italia      | RL    | Norvegia Halvard Hanevold Egil Gjelland Frode Andresen Ole Einar Bjørndalen | Francia Gilles Marguet Ferréol Cannard Raphaël Poirée Julien Robert         | Slovenia Janez Ožbolt Marko Dolenc Tomaž Globočnik Sašo Grajf               |
| 27 gennaio 2002                      | Anterselva                    | Italia      | PU    | Raphaël Poirée                                                              | Ole Einar Bjørndalen                                                        | Daniel Mesotitsch                                                           |
| XIX Giochi olimpici invernali        |                               |             |       |                                                                             |                                                                             |                                                                             |
| 11 febbraio 2002                     | Salt Lake City Soldier Hollow | Stati Uniti | IN    | Ole Einar Bjørndalen                                                        | Frank Luck                                                                  | Viktor Majgurov                                                             |
| 13 febbraio 2002                     | Salt Lake City Soldier Hollow | Stati Uniti | SP    | Ole Einar Bjørndalen                                                        | Sven Fischer                                                                | Wolfgang Perner                                                             |
| 16 febbraio 2002                     | Salt Lake City Soldier Hollow | Stati Uniti | PU    | Ole Einar Bjørndalen                                                        | Raphaël Poirée                                                              | Ricco Groß                                                                  |
| 20 febbraio 2002                     | Salt Lake City Soldier Hollow | Stati Uniti | RL    | Norvegia Halvard Hanevold Frode Andresen Egil Gjelland Ole Einar Bjørndalen | Germania Ricco Groß Peter Sendel Sven Fischer Frank Luck                    | Francia Gilles Marguet Vincent Defrasne Julien Robert Raphaël Poirée        |
| 9 marzo 2002                         | Östersund                     | Svezia      | SP    | Sven Fischer                                                                | Michael Greis                                                               | Ole Einar Bjørndalen                                                        |
| 10 marzo 2002                        | Östersund                     | Svezia      | PU    | Pavel Rostovcev                                                             | Sven Fischer                                                                | Ole Einar Bjørndalen                                                        |
| 14 marzo 2002                        | Lahti                         | Finlandia   | SP    | Raphaël Poirée                                                              | Frode Andresen                                                              | Sven Fischer                                                                |
| 16 marzo 2002                        | Lahti                         | Finlandia   | RL    | Germania Ricco Groß Michael Greis Sven Fischer Frank Luck                   | Norvegia Stian Eckhoff Frode Andresen Egil Gjelland Halvard Hanevold        | Bielorussia Aljaksej Ajdaraŭ Rustam Valiulin Aljaksandr Syman Aleh Ryžankoŭ |
| 17 marzo 2002                        | Lahti                         | Finlandia   | PU    | Raphaël Poirée                                                              | Frode Andresen                                                              | Sven Fischer                                                                |
| 21 marzo 2002                        | Oslo Holmenkollen             | Norvegia    | SP    | Frank Luck                                                                  | Sven Fischer                                                                | Vesa Hietalahti                                                             |
| 23 marzo 2002                        | Oslo Holmenkollen             | Norvegia    | PU    | Sven Fischer                                                                | Frode Andresen                                                              | Raphaël Poirée                                                              |
| Campionati mondiali di biathlon 2002 |                               |             |       |                                                                             |                                                                             |                                                                             |
| 24 marzo 2002                        | Oslo Holmenkollen             | Norvegia    | MS    | Raphaël Poirée                                                              | Sven Fischer                                                                | Frode Andresen                                                              |

Legenda:

IN = individuale

SP = sprint

PU = inseguimento

MS = partenza in linea

RL = staffetta

### Classifiche

#### Generale
| Pos. | Nome                 | Nazione   | Punti |
| ---- | -------------------- | --------- | ----- |
| 1    | Raphaël Poirée       | Francia   | 805   |
| 2    | Pavel Rostovcev      | Russia    | 719   |
| 3    | Ole Einar Bjørndalen | Norvegia  | 692   |
| 4    | Sven Fischer         | Germania  | 681   |
| 5    | Frode Andresen       | Norvegia  | 664   |
| 6    | Frank Luck           | Germania  | 621   |
| 7    | Ricco Groß           | Germania  | 581   |
| 8    | Viktor Majgurov      | Russia    | 484   |
| 9    | Vesa Hietalahti      | Finlandia | 465   |
| 10   | Halvard Hanevold     | Norvegia  | 395   |

#### Sprint
| Pos. | Nome                 | Nazione  | Punti |
| ---- | -------------------- | -------- | ----- |
| 1    | Sven Fischer         | Germania | 291   |
| 2    | Frode Andresen       | Norvegia | 255   |
| 3    | Raphaël Poirée       | Francia  | 233   |
| 4    | Pavel Rostovcev      | Russia   | 231   |
| 5    | Ole Einar Bjørndalen | Norvegia | 219   |

#### Inseguimento
| Pos. | Nome                 | Nazione  | Punti |
| ---- | -------------------- | -------- | ----- |
| 1    | Raphaël Poirée       | Francia  | 362   |
| 2    | Pavel Rostovcev      | Russia   | 324   |
| 3    | Ole Einar Bjørndalen | Norvegia | 315   |
| 4    | Frode Andresen       | Norvegia | 259   |
| 5    | Sven Fischer         | Germania | 254   |

#### Partenza in linea
| Pos. | Nome            | Nazione   | Punti |
| ---- | --------------- | --------- | ----- |
| 1    | Viktor Majgurov | Russia    | 109   |
| 2    | Raphaël Poirée  | Francia   | 100   |
| 3    | Sven Fischer    | Germania  | 88    |
| 4    | Vesa Hietalahti | Finlandia | 81    |
| 5    | Ricco Groß      | Germania  | 73    |

#### Individuale
| Pos. | Nome                 | Nazione  | Punti |
| ---- | -------------------- | -------- | ----- |
| 1    | Frank Luck           | Germania | 128   |
| 2    | Ole Einar Bjørndalen | Norvegia | 108   |
| 3    | Pavel Rostovcev      | Russia   | 100   |
| 4    | Sergej Čepikov       | Russia   | 92    |
| 5    | Raphaël Poirée       | Francia  | 88    |

#### Staffetta
| Pos. | Nazione     | Punti |
| ---- | ----------- | ----- |
| 1    | Norvegia    | 238   |
| 2    | Germania    | 230   |
| 3    | Bielorussia | 202   |
| 4    | Francia     | 197   |
| 5    | Austria     | 193   |

#### Nazioni
| Pos. | Nazione  | Punti |
| ---- | -------- | ----- |
| 1    | Germania | 4095  |
| 2    | Norvegia | 3969  |
| 3    | Russia   | 3852  |
| 4    | Austria  | 3551  |
| 5    | Francia  | 3422  |

## Donne

### Risultati
| Data                                 | Località                      | Nazione     | Spec. | Prima                                                                  | Seconda                                                                                       | Terza                                                                              |
| ------------------------------------ | ----------------------------- | ----------- | ----- | ---------------------------------------------------------------------- | --------------------------------------------------------------------------------------------- | ---------------------------------------------------------------------------------- |
| 6 dicembre 2001                      | Hochfilzen                    | Austria     | SP    | Magdalena Forsberg                                                     | Andrea Henkel                                                                                 | Uschi Disl                                                                         |
| 7 dicembre 2001                      | Hochfilzen                    | Austria     | RL    | Germania Uschi Disl Katrin Apel Martina Zellner Martina Glagow         | Russia Ol'ga Pylëva Galina Kukleva Anna Bogalij-Titovec Svetlana Išmuratova                   | Bulgaria Pavlina Filipova Irina Nikulčina Ekaterina Dafovska Iva Karagiozova       |
| 9 dicembre 2001                      | Hochfilzen                    | Austria     | PU    | Magdalena Forsberg                                                     | Alena Zubrylava                                                                               | Uschi Disl                                                                         |
| 12 dicembre 2001                     | Pokljuka                      | Slovenia    | IN    | Magdalena Forsberg                                                     | Uschi Disl                                                                                    | Andrea Henkel                                                                      |
| 14 dicembre 2001                     | Pokljuka                      | Slovenia    | RL    | Germania Katrin Apel Andrea Henkel Janet Klein Kati Wilhelm            | Norvegia Liv Grete Poirée Gro Marit Istad Kristiansen Linda Tjørhom Gunn Margit Andreassen    | Ucraina Alena Zubrylava Olena Petrova Nina Lemeš Tetjana Vodopjanova               |
| 16 dicembre 2001                     | Pokljuka                      | Slovenia    | PU    | Magdalena Forsberg                                                     | Ol'ga Pylëva                                                                                  | Andrea Henkel                                                                      |
| 20 dicembre 2001                     | Osrblie                       | Slovacchia  | IN    | Magdalena Forsberg                                                     | Alena Zubrylava                                                                               | Katja Holanti                                                                      |
| 21 dicembre 2001                     | Osrblie                       | Slovacchia  | SP    | Katja Holanti                                                          | Kati Wilhelm                                                                                  | Katrin Apel                                                                        |
| 22 dicembre 2001                     | Osrblie                       | Slovacchia  | MS    | Magdalena Forsberg                                                     | Ol'ga Pylëva                                                                                  | Uschi Disl                                                                         |
| 10 gennaio 2002                      | Oberhof                       | Germania    | SP    | Liv Grete Poirée                                                       | Ol'ga Pylëva                                                                                  | Magdalena Forsberg                                                                 |
| 11 gennaio 2002                      | Oberhof                       | Germania    | PU    | Magdalena Forsberg                                                     | Alena Zubrylava                                                                               | Liv Grete Poirée                                                                   |
| 13 gennaio 2002                      | Oberhof                       | Germania    | MS    | Alena Zubrylava                                                        | Liv Grete Poirée                                                                              | Magdalena Forsberg                                                                 |
| 17 gennaio 2002                      | Ruhpolding                    | Germania    | RL    | Germania Katrin Apel Uschi Disl Martina Zellner Kati Wilhelm           | Russia Ol'ga Pylëva Galina Kukleva Anna Bogalij-Titovec Al'bina Achatova                      | Norvegia Ann Elen Skjelbreid Linda Tjørhom Gunn Margit Andreassen Liv Grete Poirée |
| 19 gennaio 2002                      | Ruhpolding                    | Germania    | SP    | Liv Grete Poirée                                                       | Alena Zubrylava                                                                               | Irina Nikulčina                                                                    |
| 20 gennaio 2002                      | Ruhpolding                    | Germania    | PU    | Liv Grete Poirée                                                       | Magdalena Forsberg                                                                            | Alena Zubrylava                                                                    |
| 23 gennaio 2002                      | Anterselva                    | Italia      | IN    | Liv Grete Poirée                                                       | Gunn Margit Andreassen                                                                        | Andreja Koblar                                                                     |
| 25 gennaio 2002                      | Anterselva                    | Italia      | RL    | Francia Delphyne Burlet Sylvie Becaert Sandrine Bailly Corinne Niogret | Norvegia Gunn Margit Andreassen Ann Elen Skjelbreid Gro Marit Istad Kristiansen Linda Tjørhom | Slovacchia Martina Halinárová Anna Murínová Tatiana Kutlíková Soňa Mihoková        |
| 27 gennaio 2002                      | Anterselva                    | Italia      | PU    | Liv Grete Poirée                                                       | Gunn Margit Andreassen                                                                        | Linda Tjørhom                                                                      |
| XIX Giochi olimpici invernali        |                               |             |       |                                                                        |                                                                                               |                                                                                    |
| 11 febbraio 2002                     | Salt Lake City Soldier Hollow | Stati Uniti | IN    | Andrea Henkel                                                          | Liv Grete Poirée                                                                              | Magdalena Forsberg                                                                 |
| 13 febbraio 2002                     | Salt Lake City Soldier Hollow | Stati Uniti | SP    | Kati Wilhelm                                                           | Uschi Disl                                                                                    | Magdalena Forsberg                                                                 |
| 16 febbraio 2002                     | Salt Lake City Soldier Hollow | Stati Uniti | PU    | Ol'ga Pylëva                                                           | Kati Wilhelm                                                                                  | Irina Nikulčina                                                                    |
| 18 febbraio 2002                     | Salt Lake City Soldier Hollow | Stati Uniti | RL    | Germania Katrin Apel Uschi Disl Andrea Henkel Kati Wilhelm             | Norvegia Ann Elen Skjelbreid Linda Tjørhom Gunn Margit Andreassen Liv Grete Poirée            | Russia Ol'ga Pylëva Galina Kukleva Svetlana Išmuratova Al'bina Achatova            |
| 9 marzo 2002                         | Östersund                     | Svezia      | SP    | Liv Grete Poirée                                                       | Sandrine Bailly                                                                               | Magdalena Forsberg                                                                 |
| 10 marzo 2002                        | Östersund                     | Svezia      | PU    | Magdalena Forsberg                                                     | Florence Baverel-Robert                                                                       | Ekaterina Dafovska                                                                 |
| 14 marzo 2002                        | Lahti                         | Finlandia   | SP    | Katrin Apel                                                            | Magdalena Forsberg                                                                            | Sandrine Bailly                                                                    |
| 15 marzo 2002                        | Lahti                         | Finlandia   | RL    | Germania Katrin Apel Martina Zellner Martina Glagow Katja Beer         | Russia Svetlana Černousova Irina Mal'gina Svetlana Išmuratova Al'bina Achatova                | Francia Sylvie Becaert Delphyne Burlet Corinne Niogret Sandrine Bailly             |
| 17 marzo 2002                        | Lahti                         | Finlandia   | PU    | Katrin Apel                                                            | Magdalena Forsberg                                                                            | Katja Beer                                                                         |
| 21 marzo 2002                        | Oslo Holmenkollen             | Norvegia    | SP    | Katrin Apel                                                            | Ekaterina Dafovska                                                                            | Svetlana Išmuratova                                                                |
| 23 marzo 2002                        | Oslo Holmenkollen             | Norvegia    | PU    | Magdalena Forsberg                                                     | Katrin Apel                                                                                   | Uschi Disl                                                                         |
| Campionati mondiali di biathlon 2002 |                               |             |       |                                                                        |                                                                                               |                                                                                    |
| 24 marzo 2002                        | Oslo Holmenkollen             | Norvegia    | MS    | Alena Zubrylava                                                        | Ol'ga Pylëva                                                                                  | Vol'ha Nazarava                                                                    |

Legenda:

IN = individuale

SP = sprint

PU = inseguimento

MS = partenza in linea

RL = staffetta

### Classifiche

#### Generale
| Pos. | Nome                    | Nazione  | Punti |
| ---- | ----------------------- | -------- | ----- |
| 1    | Magdalena Forsberg      | Svezia   | 944   |
| 2    | Liv Grete Poirée        | Norvegia | 795   |
| 3    | Uschi Disl              | Germania | 739   |
| 4    | Ol'ga Pylëva            | Russia   | 726   |
| 5    | Katrin Apel             | Germania | 639   |
| 6    | Alena Zubrylava         | Ucraina  | 583   |
| 7    | Svetlana Išmuratova     | Russia   | 480   |
| 8    | Kati Wilhelm            | Germania | 466   |
| 9    | Florence Baverel-Robert | Francia  | 454   |
| 10   | Gunn Margit Andreassen  | Norvegia | 419   |

#### Sprint
| Pos. | Nome               | Nazione  | Punti |
| ---- | ------------------ | -------- | ----- |
| 1    | Magdalena Forsberg | Svezia   | 302   |
| 2    | Liv Grete Poirée   | Norvegia | 262   |
| 3    | Uschi Disl         | Germania | 260   |
| 4    | Katrin Apel        | Germania | 245   |
| 5    | Ol'ga Pylëva       | Russia   | 217   |

#### Inseguimento
| Pos. | Nome               | Nazione  | Punti |
| ---- | ------------------ | -------- | ----- |
| 1    | Magdalena Forsberg | Svezia   | 376   |
| 2    | Liv Grete Poirée   | Norvegia | 327   |
| 3    | Uschi Disl         | Germania | 277   |
| 4    | Katrin Apel        | Germania | 268   |
| 5    | Ol'ga Pylëva       | Russia   | 267   |

#### Partenza in linea
| Pos. | Nome                | Nazione  | Punti |
| ---- | ------------------- | -------- | ----- |
| 1    | Magdalena Forsberg  | Svezia   | 123   |
| 2    | Ol'ga Pylëva        | Russia   | 122   |
| 3    | Alena Zubrylava     | Ucraina  | 114   |
| 4    | Uschi Disl          | Germania | 108   |
| 5    | Svetlana Išmuratova | Russia   | 80    |

#### Individuale
| Pos. | Nome                   | Nazione  | Punti |
| ---- | ---------------------- | -------- | ----- |
| 1    | Magdalena Forsberg     | Svezia   | 143   |
| 2    | Liv Grete Poirée       | Norvegia | 133   |
| 3    | Ol'ga Pylëva           | Russia   | 120   |
| 4    | Andrea Henkel          | Germania | 117   |
| 5    | Gunn Margit Andreassen | Norvegia | 100   |

#### Staffetta
| Pos. | Nazione  | Punti |
| ---- | -------- | ----- |
| 1    | Germania | 250   |
| 2    | Norvegia | 221   |
| 3    | Russia   | 221   |
| 4    | Francia  | 207   |
| 5    | Bulgaria | 181   |

#### Nazioni
| Pos. | Nazione  | Punti |
| ---- | -------- | ----- |
| 1    | Germania | 4099  |
| 2    | Russia   | 3895  |
| 3    | Norvegia | 3623  |
| 4    | Francia  | 3571  |
| 5    | Ucraina  | 3381  |